# Houston We Have a Problem!!
Houston We Have a Problem!! è un album mixtape del rapper Chamillionaire, pubblicato il 14 giugno 2005 sotto la casa discografica BCD Music Group.

## Tracce
1. Intro – 0:18
2. Freestyle – 2:15
3. Sittin Sideways – 3:48
4. Purple Rain – 4:11
5. Do It For You – 4:38
6. Chamillionaire Speaks.. – 0:20
7. Ask About Me – 1:34
8. Y'all Don't Want It With Us – 2:53
9. H-Town To M.I.A. – 2:42
10. Comin Up – 4:51
11. Lil Flip Speaks.. – 0:06
12. Package Of Power (Obscene Remix) – 3:49
13. Mind's Playing Tricks On Me (Freestyle) – 1:53
14. Sittin Back – 1:48
15. Pitbull Speaks.. – 0:06
16. Freestyle – 1:44
17. Roc 4 Life (Freestyle) – 1:40
18. Message To The Streets – 0:14
19. Mobbed Up Style – 4:29
20. Hoggin' Da Game (Remix) – 3:59
21. Jody Breeze Speaks.. – 0:08
22. Stackin Paper – 3:50
23. Gimme That Pussy – 4:05
24. Roll With Me – 4:39
25. Mike Jones Speaks.. – 0:06
26. Perfect Man – 1:41
27. Freestyle – 1:16
28. Drank In Yo System – 3:12
29. Still Tippin' (Freestyle) – 1:04
30. Mule (Obscene Blend) – 2:13
31. Let Me See Ya Hood – 3:09
32. I'm From Texas – 3:31
33. Before I'm 25 – 3:08
34. Outro – 0:21